# Fedora (film)
Pour les articles homonymes, voir Fedora (homonymie).
Pour plus de détails, voir Fiche technique et Distribution.
Fedora est un film franco-allemand de Billy Wilder, réalisé en 1978, adapté d'une nouvelle de Tom Tryon publiée dans le recueil Crowned Heads (Knopf, 1976).

## Synopsis
Barry « Dutch » Detweiler, un scénariste-producteur indépendant sur le déclin, apprend la mort de Fedora, une des plus grandes stars d'Hollywood, à la beauté légendaire. Lors des funérailles, Dutch se remémore sa tentative malheureuse, deux semaines plus tôt, dans l'île grecque où elle vivait recluse, d'obtenir le retour de Fedora à l'écran, dans une nouvelle version d'Anna Karenine qu'il souhaitait produire.
La rencontre avec Fedora est difficile ; son étrange entourage semble l'isoler du reste du monde. Fedora veut faire ce film, mais ses proches s'y opposent. Lorsqu'il veut répondre à l'appel à l'aide de Fédora, Dutch est frappé et perd connaissance. 
On revient à l'enterrement : à midi, l'hôtel particulier où est exposé le corps de Fedora ferme. Dutch refuse de partir et exige des explications de l'entourage de Fedora. 
La deuxième partie est un nouveau flashback, du point de vue de l'entourage de Fedora.

## Analyse
Il s'agit de l'avant-dernier film de Wilder. Le scénariste est I. A. L. Diamond, scénariste attitré de Wilder. 

Comme Boulevard du crépuscule (Sunset Boulevard), histoire d'une star déchue du cinéma, Fedora raconte l'histoire d'une star déchue, retirée dans une île grecque.

## Fiche technique
(novembre 2024).
- titre : Fedora
- titre original : Fedora
- réalisation : Billy Wilder
- producteur : Billy Wilder et I. A. L. Diamond, pour Bavaria Atelier, NF Geria Filmgesellshaft GmbH et Société française de production
- scénario : Billy Wilder, I. A. L. Diamond, d'après le court roman de Tom Tryon
- photo : Gerry Fisher
- musique : Miklós Rózsa. Musique additionnelle : C'est si bon d'Henri Betti (1947).
- montage : Stefan Arnsten et Fredric Steinkamp
- décor : Alexandre Trauner
- format : couleur (Eastmancolor) - 1,85:1
- durée : 114 minutes
- sortie :
  - 30 mai 1978  France
  - 29 juin 1978  Allemagne de l'Ouest
- budget : 6 727 000 $ (estimé)

## Distribution
- William Holden (VF : Alain Mottet) : Barry « Dutch » Detweiler
  - Stephen Collins (VF : Guy Chapellier) : Barry Detweiler jeune
- Marthe Keller (VF : elle-même) : Fedora/Antonia Sobryanski
- Hildegard Knef (VF : Éléonore Hirt) : la comtesse Sobryanski
- José Ferrer (VF : André Valmy) : le docteur Vando
- Frances Sternhagen (VF : Jacqueline Porel) : Miss Balfour
- Hans Jaray (VF : Jean Berger) : le comte Sobryanski
- Gottfried John : Kristos, le chauffeur
- Mario Adorf : l'hôtelier
- Henry Fonda (VF : René Arrieu) : lui-même, en président de l'Academy of Motion Picture Arts and Sciences
- Michael York (VF : Bernard Murat) : lui-même
- Jacques Maury (VF : Daniel Gall) : François, l'huissier aux funérailles
- Arlene Francis (VF : Joëlle Janin) : la présentatrice TV
- Ferdy Mayne : le réalisateur du péplum (Leda et le cygne)
- Peter Capell : le réalisateur du film inachevé (La dernière valse)
- Maurice Baquet (non crédité) : le violoncelliste

## Lieux de tournage
Outre l'île de Madourí en Grèce on notera les lieux de tournage en France : 
- la gare de Mortcerf en Seine-et-Marne, scène d'ouverture et de fin du film où est tourné le suicide de Fedora,
- le musée Jacquemart-André, scène de recueillement devant le cercueil,
- la plage de Sciotot, commune  Le Rozel dans le département de la Manche, la chanson Tenderly diffusée à l'autoradio en fond sonore est interprétée par Nat King Cole.

## Autour du film
Jonathan Coe publie le roman Billy Wilder et moi. Il prend appui sur le tournage de Fedora, de la genèse du projet à son tournage mouvementé.